# I'm Your Man (Wham!)
I'm Your Man è un singolo del duo pop britannico Wham!, pubblicato nel 1985.
Il brano è stato scritto e prodotto da George Michael.

## Tracce
- 7" (UK)

1. I'm Your Man – 4:05
2. Do It Right – 4:05

## Classifiche
| Classifica (1985/86)             | Posizione massima |
| -------------------------------- | ----------------- |
| Australia                        | 3                 |
| Austria                          | 14                |
| Belgio (Fiandre)                 | 3                 |
| Canada                           | 7                 |
| Finlandia                        | 2                 |
| Francia                          | 34                |
| Germania                         | 7                 |
| Irlanda                          | 1                 |
| Italia                           | 2                 |
| Norvegia                         | 4                 |
| Nuova Zelanda                    | 1                 |
| Paesi Bassi                      | 3                 |
| Regno Unito                      | 1                 |
| Spagna                           | 9                 |
| Stati Uniti                      | 3                 |
| Stati Uniti (adult contemporary) | 13                |
| Stati Uniti (dance/electronic)   | 22                |
| Sudafrica                        | 13                |
| Svezia                           | 15                |
| Svizzera                         | 7                 |

## Cover
Nel 1995 la cantante britannica Lisa Moorish ha pubblicato una cover per il suo album I've Gotta Have It All.
Nel 2003 l'artista britannico Shane Richie ha pubblicato la sua versione per scopi benefici legati al progetto Children in Need.